# 13906 Shunda
13906 Shunda este un asteroid din centura principală de asteroizi.

## Descriere
13906 Shunda este un asteroid din centura principală de asteroizi. A fost descoperit pe 20 august 1977 la Observatorul de Astrofizică din Crimeea de Nikolai Cernîh. El prezintă o orbită caracterizată de o semiaxă mare de 2,30 ua, o excentricitate de 0,19 și o înclinație de 5,6° în raport cu ecliptica.